# Tomás Mosquera
Tomás María Mosquera García (Castrelo de Cea, 10 de noviembre de 1823-Madrid, 30 de abril de 1890) fue un político español. 

## Biografía
Abogado, afiliado al Partido Liberal, fue diputado por Orense en las Cortes de 1869 tras La Gloriosa, cargo del que dimitió en enero de 1870 al ser nombrado director general del registro de la propiedad. Recuperó el escaño en marzo del mismo año y fue reelegido diputado en las elecciones de marzo de 1871 por el distrito de Carballino; en mayo de 1872 por el distrito de Quebradillas en Puerto Rico, en agosto de nuevo por Carballino a la vez que por Bande también en Orense y por Coamo en Puerto Rico, optando por el escaño de Carballino. Ministro de Ultramar entre junio y octubre de 1871, de Gracia y Justicia interino en agosto de 1871, de diciembre de 1872 a febrero de 1873 (proclamación de la Primera República), nuevamente ministro de Ultramar y entre enero y mayo de 1874 (república autoritaria del general Serrano) ministro de Fomento. Tras la restauración borbónica en España, en 1881 fue elegido senador por Orense y en 1883 senador vitalicio y vicepresidente del Senado.